# Indischer Fischotter
Der Indische Fischotter (Lutrogale perspicillata), auch Glattotter oder Weichfellotter genannt, ist eine in Süd- und Südostasien lebende Raubtierart aus der Unterfamilie der Otter (Lutrinae) innerhalb der Familie der Marder (Mustelidae).

## Merkmale
Indische Fischotter ähneln dem Eurasischen Fischotter, unterscheiden sich aber durch ein weicheres, seidiges Fell, einen flacheren Schwanz, einen runderen Schädel mit kürzerer Schnauze und größeren Zähnen. Wie alle Otter haben sie einen langgestreckten, walzenförmigen Körper mit kurzen Beinen. Ihr Fell ist an der Oberseite graubraun gefärbt, die Unterseite ist heller. Die Wangen, die Kehle und die Brust sind weißlich. Diese Tiere erreichen eine Kopfrumpflänge von 65 bis 79 Zentimeter, eine Schwanzlänge von 40 bis 51 Zentimeter und ein Gewicht von 7 bis 11 Kilogramm, sind also annähernd gleich groß wie der Eurasische Fischotter.

## Verbreitung und Lebensraum

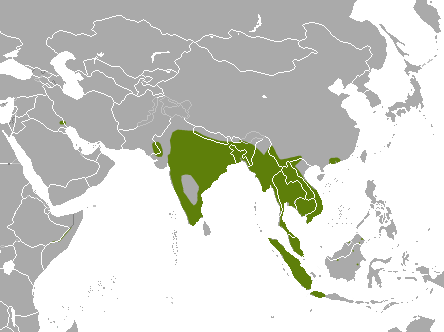
Verbreitungsgebiet des Indischen Fischotters

Das Verbreitungsgebiet der Indischen Fischotter erstreckt sich von Pakistan und Indien über Südostasien bis zu den Inseln Borneo und Java, eine isolierte Population lebt im südlichen Irak. Ihr Lebensraum sind Seen, Flüsse und andere Gewässer in Wäldern, Mangrovengebiete, Sümpfe und auch Reisfelder. Obwohl vorwiegend wassergebunden, legen sie auch größere Strecken am trockenen Land zurück, insbesondere in der Trockenzeit.

## Lebensweise
Diese Tiere leben in Familiengruppen, die aus einem Männchen, einem Weibchen und dem dazugehörenden Nachwuchs bestehen. Als Ruheplätze verwenden sie selbstgegrabene Baue, die sie im Uferbereich errichten. Eine Gruppe bewohnt ein Revier, das sich ungefähr 7 bis 12 Kilometer entlang eines Gewässers erstreckt.

## Nahrung
Fische machen den größten Teil der Nahrung dieser Tiere aus, oft jagen sie im Familienverband und treiben so die Fische zusammen, um sie leichter fangen zu können. Nebenbei nehmen sie auch Insekten, Frösche und Krebstiere zu sich.

## Fortpflanzung
Die Trächtigkeitsdauer der Indischen Fischotter beträgt rund 60 Tage, durch eine Keimruhe kann sich die Tragzeit allerdings verlängern. Die zwei bis fünf Jungtiere werden in einem mit Pflanzen gepolsterten Erdbau aufgezogen, nach rund 130 Tagen werden sie entwöhnt. Beide Elternteile kümmern sich um den Nachwuchs und versorgen ihn mit Nahrung, bevor er mit rund einem Jahr selbständig wird. Die Lebenserwartung in freier Wildbahn beträgt rund vier bis zehn Jahre, in menschlicher Obhut bis zu 20 Jahre.

## Unterarten
Drei Unterarten werden unterschieden:
- Lutrogale perspicillata perspicillata (Geoffroy Saint-Hilaire, 1826), verbreitet von Indien über Südostasien bis Indonesien
- Lutrogale perspicillata sindica (Pocock, 1940), in Pakistan (Synonym Lutrogale perspicillata maxwelli)

Die irakische Population des pakistanischen Fischotters Lutrogale perspicillata sindica, früher als eigenständige Unterart Lutrogale perspicillata maxwelli (Hayman, 1957) betrachtet, wurde in den 1960er-Jahren zuletzt nachgewiesen und gilt nun aufgrund der Trockenlegung der Sümpfe als vermutlich ausgestorben. Weltbekannt wurde die Freundschaft zwischen dem irakischen Fischotter Mijbil und dem schottischen Schriftsteller Gavin Maxwell, die als Vorlage für den Film Mein Freund, der Otter (Ring of Bright Water) diente.

## Einsatz als Jagdtier
In den Sundarbans werden Fischotter von Fischern als Jagdgehilfen eingesetzt. Dabei werden die Otter an Leinen ins Wasser gelassen, wo sie die Fische in die Netze treiben. Sie werden auch als Köder für die Jagd auf Gangesdelfine eingesetzt.

## Gefährdung
Durch Waldrodungen, Eindämmung von Flüssen und Wasserverschmutzung wird der Lebensraum der Indischen Fischotter immer mehr eingeschränkt. In einigen Regionen sind sie bereits selten geworden oder ausgestorben, insgesamt wird die Art von der IUCN als gefährdet (vulnerable) gelistet. Über den Status der isolierten Population im Südirak ist wenig bekannt, da ihr Verbreitungsgebiet Schauplatz von kriegerischen Auseinandersetzungen war und die dortigen Sumpfgebiete immer mehr trockengelegt werden, dürfte auch sie bedroht sein.

## Name
Der Gattungsname Lutrogale ist eine Kombination aus lutra („Otter“) und gale („Wiesel“). Der Artname perspicillata bedeutet „auffällig“.